# Los Lotes
Los Lotes är en ort i Mexiko.   Den ligger i kommunen Pueblo Nuevo Solistahuacán och delstaten Chiapas, i den sydöstra delen av landet, 700 km öster om huvudstaden Mexico City. Los Lotes ligger 1 692 meter över havet och antalet invånare är 281.
Terrängen runt Los Lotes är kuperad åt sydväst, men åt nordost är den bergig. Runt Los Lotes är det ganska tätbefolkat, med 80 invånare per kvadratkilometer. Närmaste större samhälle är Pueblo Nuevo Jolistahuacan, 1,8 km nordväst om Los Lotes. Omgivningarna runt Los Lotes är en mosaik av jordbruksmark och naturlig växtlighet.